# Hoyo de Epuyén
Hoyo de Epuyén är en ort i Argentina.   Den ligger i provinsen Chubut, i den sydvästra delen av landet, 1 400 km sydväst om huvudstaden Buenos Aires. Hoyo de Epuyén ligger 231 meter över havet och antalet invånare är 2 498.
Terrängen runt Hoyo de Epuyén är bergig åt sydost, men åt nordväst är den kuperad. Hoyo de Epuyén ligger nere i en dal. Närmaste större samhälle är El Bolsón, 12,5 km norr om Hoyo de Epuyén.
Trakten runt Hoyo de Epuyén består i huvudsak av gräsmarker. Trakten runt Hoyo de Epuyén är nära nog obefolkad, med mindre än två invånare per kvadratkilometer.